# Анте Чович
Анте Чович (англ. Ante Čović, нар. 13 червня 1975, Сідней, Австралія) — австралійський футболіст хорватського походження. Воротар клубу «Рокдейл Сіті Санс».
Виступав за національну збірну Австралії.

## Клубна кар'єра
У дорослому футболі дебютував 1997 року виступами за команду клубу «Марконі Сталліонс», в якій провів один сезон, взявши участь у 46 матчах чемпіонату.
Протягом 1998—1999 років захищав кольори команди клубу «Сідней Олімпік».
Своєю грою за останню команду привернув увагу представників тренерського штабу клубу ПАОК, до складу якого приєднався 1999 року. Відіграв за клуб із Салонік наступний сезон своєї ігрової кар'єри.
Згодом з 2000 по 2009 рік грав у складі команд клубів «Кавала», «Динамо» (Загреб), «Гаммарбю» та «Ньюкасл Юнайтед Джетс».
2009 року уклав контракт з клубом «Ельфсборг», у складі якого провів наступні два роки своєї кар'єри гравця. Більшість часу, проведеного у складі «Ельфсборга», був основним голкіпером команди.
Протягом 2011—2015 років захищав кольори клубів «Мельбурн Вікторі» та «Вестерн Сідней Вондерерз». У сезоні 2015—2016 виступав за команду клубу «Перт Глорі».
2017 року приєднався до клубу «Рокдейл Сіті Санс».

## Виступи за збірну
2006 року дебютував в офіційних матчах у складі національної збірної Австралії. Протягом кар'єри у національній команді, яка тривала 5 років, провів у формі головної команди країни лише 2 матчі.
У складі збірної був учасником чемпіонату світу 2006 року у Німеччині.

## Титули і досягнення
- Володар Кубка Греції (1):

ПАОК: 2000-01
- Чемпіон Австралії (2):

«Ньюкасл Юнайтед Джетс»: 2007-08
«Вестерн Сідней Вондерерз: 2012-13
- Переможець Ліги чемпіонів АФК (1):

«Вестерн Сідней Вондерерз: 2014